# A P. Mobilhoz kapcsolódó együttesek
A P. Mobil története során több átalakuláson, tagcserén ment át. A távozó zenészek gyakran alapítottak olyan új együttest, amelynek működésében szerepet játszott a P. Mobilhoz való kötődés.

## P. Box
Bencsik Sándor és Cserháti István alapította 1980-ban, miután a P. Mobil egy időre leállt. A név a Pandora's Box rövidítése, de utal az alapítók korábbi együttesére is. 1983-ban Vikidál Gyula, 1985-ben Pálmai Zoltán is csatlakozott, ekkor már négyen játszottak az 1977-es P. Mobil felállásból a P. Boxban (míg az aktuális P. Mobilban csak ketten). A P. Mobil az évtized első felében írt egy dalt Kié a nagy P? címmel. A P. Box elsősorban saját szerzeményekre alapozta működését, P. Mobil-dalokat csak ritkán tűztek műsorra koncertjeiken. Ugyanakkor Hölgyválasz című daluk tulajdonképpen a P. Mobiltól az Élsz-e még, átírt szöveggel. A zöld, a bíbor és a fekete című dalukat 1995 óta a P. Mobil is játssza, Bencsik Sándor emlékére. A zenekar Bencsik halála után feloszlott,2001-ben alapította újra új tagokkal Debrecenben Cserháti István. Halála után a P.Box név per tárgya lett,hisz a debreceni zenekar mellett az egykori basszusgitáros,Sáfár József is igényt tartott a névre új formációja számára. Az ítélet a debrecenieknek kedvezett,így budapesti zenekar neve Ős-Pandora's Box lett. Jelenleg egyik formáció sem koncertezik rendszeresen, a debreceni csapat 2020 elején kettévált: Koroknai Árpád énekes Kori, a zenészek MoneyRoll néven alapítottak új együttest.

## Bencsik Sándor Emlékzenekar
Az 1980-as évek második felében alapította Kékesi László, aki a dalokat is énekelte. Hazatérésekor Mareczky István is közreműködött a zenekarban.

## Tunyogi Rock Band
1991-ben alakult Tunyogi Band néven, a Bencsik Sándor Emlékzenekar utódjaként. Tagjai közt volt Tunyogi Péter, Kékesi László és Sárvári Vilmos. Repertoárjuk főleg P. Mobil-dalokra épült (ennek köszönhetően lett Döme Dezső a P. Mobil dobosa is egy időre, mivel már játszotta a dalokat koncerten). A P. Mobil újraindulása után párhuzamosan tovább működtek, ez idővel feszültségekhez vezetett. Ennek oka, hogy a Tunyogi Band olcsóbb fellépti díjért vállalt koncerteket, nagyrészt hasonló tagsággal és műsorral, ráadásul előfordult, hogy a nagyobb érdeklődés reményében a szervezők a P. Mobil nevet írták a plakátra. 1997 elején ez odáig vezetett, hogy Tunyogi és Kékesi elhagyták a P. Mobilt (Sárvári viszont a Tunyogi Bandből lépett ki), Zeffer Andrással együtt, aki csatlakozott a nevét Tunyogi Rock Bandre változtató formációhoz. A dobos az ugyancsak ex-P. Mobil-tag Donászy Tibor lett. Ezután már saját szerzeményeket is játszottak, de a P. Mobil-dalok is műsoron maradtak. 2004-ben Tunyogi kényszerből kivált, később újjáalakította a Tunyogi Bandet, majd 2007-ben visszaszerezte a TRB név használati jogát is, Kékesi is csatlakozott hozzá. Az együttes a frontembere, Tunyogi Péter haláláig működött. A jelenlegi P. Mobil billentyűs, Szabó Péter is ezt a zenekart erősítette az utolsó időkben.

## RockBand
2004-től Tunyogi Péter nélkül the Rock Band néven működött tovább a TRB, Zeffer és Kékesi énekelték a dalokat. 2006-ban Zeffer betegsége után leállt, majd egy év múlva újjáalakult, a régi tagok közül csak Zeffer maradt. 2008-tól többnyire a Mobilmánia előzenekaraként szoktak fellépni, a zenészek egy része a Mobilmániában is közreműködött. 2010-ben Kékesi László és Donászy Tibor is visszatértek az együttesbe, azóta a RockBand és a Mobilmánia tagsága két fő (utóbbi énekese Rudán Joe, Molnár Péter majd Gamsz Árpád, illetve Kispál Balázs gitáros) kivételével megegyezik. 2013-ban Szentkirályi János távozása után négyfősre szűkult a csapat, 2014 elejétől a gitárosi posztot Csintalan Márk tölti be, 2015 tavaszán pedig testvére, György ült a dobok mögé, a távozó Donászy Tibor helyére. 2017 elején a Csintalan-testvérek távoztak, az új gitáros Nusser Ernő lett, a dobokhoz pedig Donászy Tibor tért vissza.

## Bajnok Rock Team
Kékesi László 2005-től,  a TRB-vel párhuzamosan működteti saját együttesét. Nevük nem volt mindig egyértelmű, időnként Kékesi Band, Bajnok Band néven is emlegették, végül maradtak a Bajnok Rock Team mellett, aminek rövidítése a TRB fordítottja. Többségében P. Mobil-, kisebb részben TRB-dalokat játszanak koncertjeiken. Innen került a P.Mobilba a jelenlegi billentyűs, Szabó Péter, a jelenlegi Mobilmánia-gitáros Nusser Ernő, de itt énekelt korábban Kálmán György, aki egy ideig a Dinamitot is erősítette.

## Mobilmánia
2008-ban alakult, vezetője Zeffer András, alapító tagjai még a három egykori P. Mobil-énekes: Vikidál Gyula, Tunyogi Péter (2008 novemberében elhunyt), Rudán Joe, továbbá Kékesi László. Nyíltan a P. Mobil-dalok játszására alakult, bár készültek saját dalokkal stúdióalbumaik is. Schuster Lóránt a P. Mobil-honlapon több gúnyos megnyilvánulást is tett az új együttessel szemben, blogjában is kifejtette a tagokkal kapcsolatos sérelmeket, nézeteltéréseket. Elsősorban azt nehezményezi, hogy a produkciót úgy próbálják feltüntetni, mintha P. Mobil lenne. 2010-ben az együttes átalakult, Vikidál Gyula kilépett, csatlakozott viszont Donászy Tibor.2014-15-ben újabb változások történtek:Rudán Joe, Kozma Tamás, Szentkirályi János és Donászy Tibor távoztak, helyükre Molnár Péter Stula, Kispál Balázs, Csintalan Márk és Csintalan György érkezett. 2016 október 23-án Molnár Péter Stula kilépett a csapatból. 2017 elején a Csintalan-testvérek is távoztak, az új gitáros Nusser Ernő,az új énekes Gamsz Árpád lett,míg a dobokhoz Donászy Tibor tért vissza. 2019 februárjában Kispál Balázs távozott, helyére akkor nem került új ember, mivel az énekes Gamsz Árpád kiváló gitáros is. A gitároshiányt csak 2023-ban sikerült orvosolni, Szijártó Zsolt csatlakozásával.

## Zöld a Bíbor Band
Tunyogi Péter halála után alapította Kékesi a TRB utódformációjaként. Először Tunyó barátai néven léptek fel, de a közönség kérésére nevet változtattak. Az együttes dobosa Donászy Tibor volt.
2011 elején Donászy és Kékesi kiléptek, utóbbi azonban „örökös hatodik tagként” kapcsolatban maradt az együttessel, időnként közreműködik a koncerteken és a készülő album felvételein.
Az együttesnek egy albuma jelent meg 2012-ben (Holnaptól), később azonban feloszlottak. Utolsó felállásuk az alábbi volt: Kiss Zoltán-ének, Krecsmarik Gábor- dob, Tolmacsov Jurij- basszusgitár, Fischer László - gitár, Nagy "Liszt" Zsolt- billentyűs hangszerek.

## Dinamit
1979-ben alakult, miattuk hagyta ott Vikidál Gyula P. Mobilt. Nem játszottak P. Mobil-dalokat, kivétel a Neked adnám a világot, amely Vikidál szerzeménye, eredetileg a P. Mobil koncertjein énekelte az 1970-es években, de lemezre csak a Dinamitnál került. 1981 végén feloszlott, tagjai közül később Németh Gábor és Papp Gyula a P. Mobilban is játszottak. 2009-ben újjáalakultak, Vikidál nélkül, ugyanakkor Papp Gyula 2011-ig párhuzamosan tagja volt mindkét együttesnek. 2014-ben második énekesként csatlakozott Rudán Joe, aki 2015-től az egyedüli énekes maradt. 2019-ben egy koncertre újra összeállt a klasszikus felállás (Vikidál Gyula- Németh Gábor- Németh Alajos - Szűcs Antal Gábor - Papp Gyula), augusztusban pedig kilépett Rudán Joe.

## Gesarol
A P. Mobil elődje. 1992-ben önálló együttesként újjáalakult.